# Tetrastichus dasyops
Tetrastichus dasyops är en stekelart som beskrevs av Graham 1991. Tetrastichus dasyops ingår i släktet Tetrastichus och familjen finglanssteklar.
Artens utbredningsområde är Sverige. Arten är reproducerande i Sverige. Inga underarter finns listade i Catalogue of Life.